# Sphenops sphenopsiformis
Sphenops sphenopsiformis är en ödleart som beskrevs av  Duméril 1856. Sphenops sphenopsiformis ingår i släktet Sphenops och familjen skinkar. IUCN kategoriserar arten globalt som livskraftig. Inga underarter finns listade i Catalogue of Life.